# Dagbertus olivaceus
Dagbertus olivaceus är en insektsart som först beskrevs av Reuter 1907.  Dagbertus olivaceus ingår i släktet Dagbertus och familjen ängsskinnbaggar. Inga underarter finns listade i Catalogue of Life.